# Distretto di Ferizli

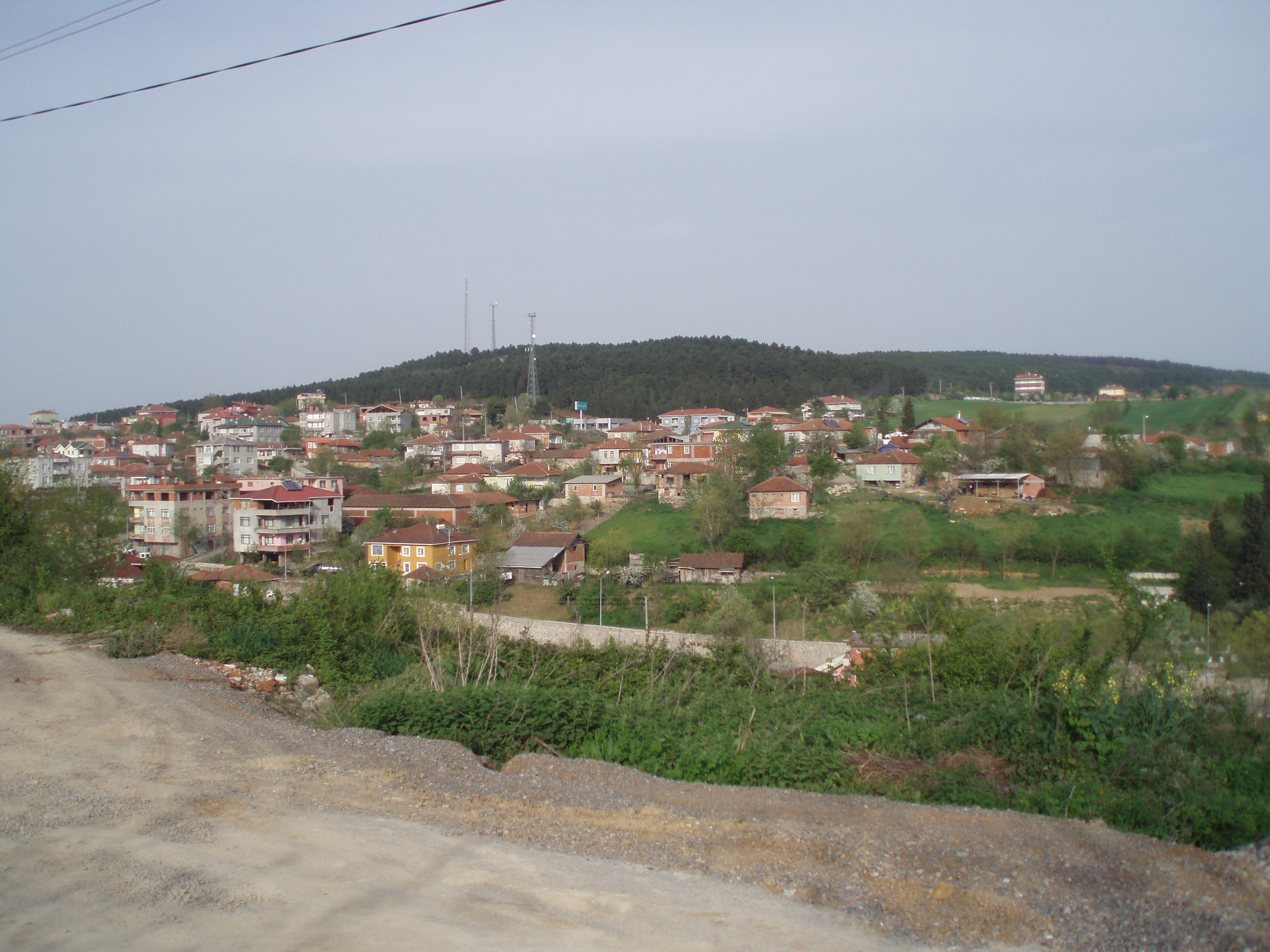
A panoramic view of Ferizli

Il distretto di Ferizli (in turco Ferizli ilçesi) è uno dei distretti della provincia di Sakarya, in Turchia.